# Ramón Blanchart
Ramón Blanchart Ferrer (Barcelona, 1860 - San Salvador, 1934) fue un barítono español.
Debutó en el Gran Teatro del Liceo con el Valentin de Faust. En el Teatro Real de Madrid se presenta en 1883, con el Nevers de Les Huguenots, papel que cantará hasta 42 veces en ese teatro. Blanchart fue el cantante español que más veces ha aparecido en el Teatro Real, con un total de 327 funciones repartidas en 11 temporadas (entre 1883 y 1907).
Fuera de España fue muy activo en teatros italianos (Roma, Génova, Florencia, Bolonia). En La Scala debutó en 1892 como Iago en Otello, alternándose en el papel con Victor Maurel. Cantó el papel protagonista de  Falstaff en Génova bajo la dirección de Arturo Toscanini. En 1890 hizo una gira por Rusia, actuando en Moscú y San Petersburgo. En 1891 se presentó en Londres, en el Covent Garden con el protagonista de Der fliegende Holländer (cantando en italiano). 
En América visitó los teatros de Buenos Aires, La Habana, México, Nueva York, Chicago o Boston.
Su repertorio comprendió los grandes papeles verdianos y de Donizetti, y la ópera francesa (particularmente Hamlet) pero también fue un destacado cantante wagneriano. Al final de su carrera abordaría papeles de bajo bufo, como Dulcamara de L'elisir d'amore. Se despidió de la escena en Sabadell con La Dolores, de Tomás Bretón. A continuación se dedicó a la enseñanza del canto en Centroamérica.
En 1906 y 1910 realizó diversas grabaciones de fragmentos de ópera, en compañía de Florencio Constantino y José Mardones.